# Mystacina
Mystacina é o único gênero sobrevivente da família de morcegos Mystacinidae. Existem três espécies conhecidas, das quais apenas o Mystacina tuberculata sobrevive até hoje. O Mystacina robusta não teve nenhum avistamento confirmado desde 1965 e acredita-se que esteja extinto. A terceira espécie, Mystacina miocenalis, é conhecida do Mioceno Médio, cerca de 19 a 16 milhões de anos atrás.